# Viscount Stanhope

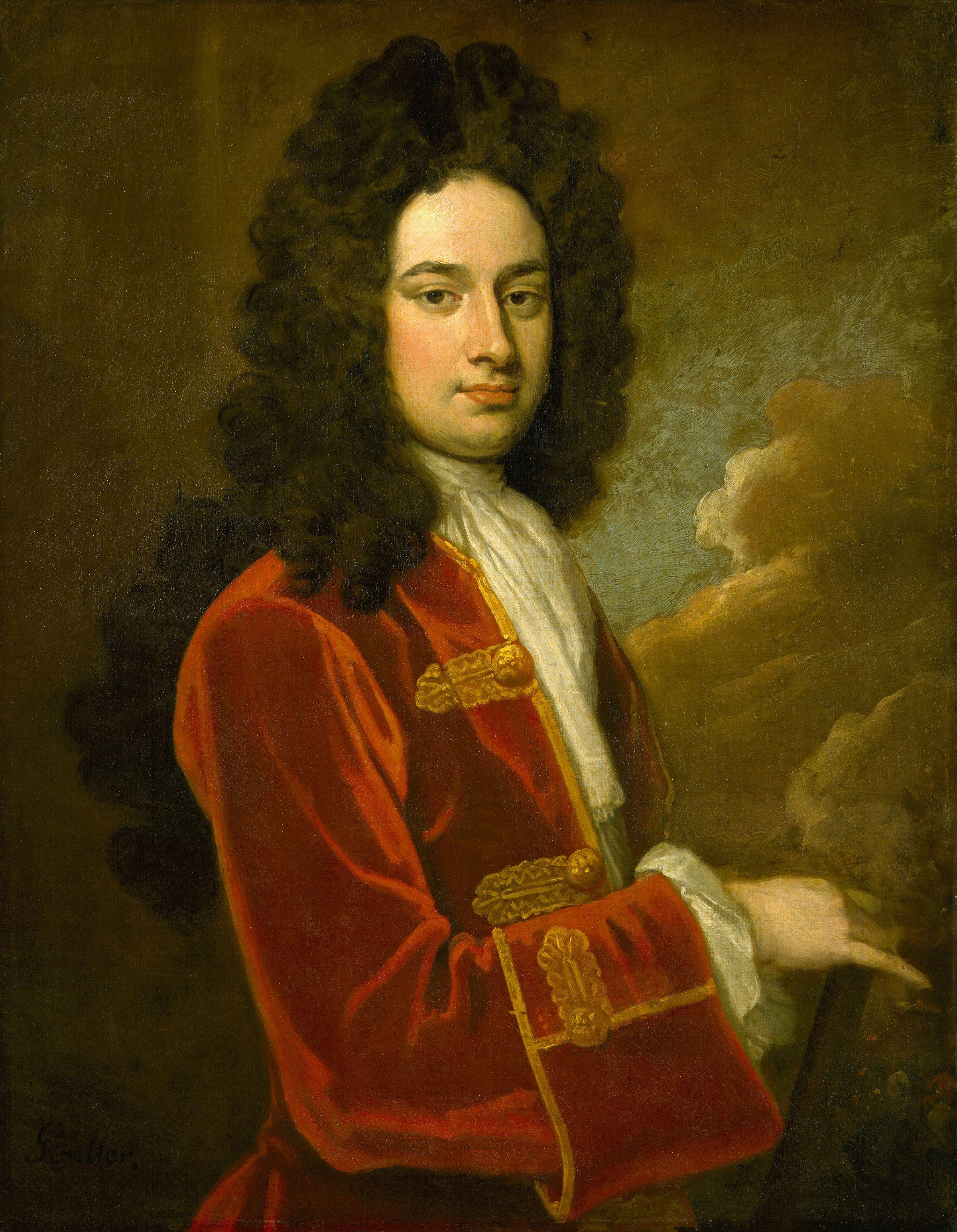
James Stanhope, 1. Earl Stanhope

Viscount Stanhope, of Mahón in the Island of Minorca, ist ein erblicher britischer Adelstitel in der Peerage of Great Britain.

## Verleihung und weitere Titel
Der Titel wurde am 14. April 1718 für James Stanhope, 1. Baron Stanhope geschaffen. Er hatte 1708 die Insel Menorca für die Briten erobert und war bis 1711 dort britischer Gouverneur. Bereits am 3. Juli 1717 war er zum Baron Stanhope, of Elvaston in the County of Derby erhoben worden. Sowohl die Baronie, als auch die Viscountcy, wurde mit dem besonderen Vermerk verliehen, dass sie in Ermangelung eigener männlicher Nachkommen auch an seinen Cousin zweiten Grades, John Stanhope of Elvaston, und dessen männliche Nachkommen vererbbar seien. Am 14. April 1718 wurde er auch zum Earl Stanhope erhoben. Der älteste Sohn des Earls Stanhope führte als Heir apparent den Höflichkeitstitel Viscount Mahon.
Der 7. Earl erbte 1952 von einem entfernten Verwandten auch den Titel 13. Earl of Chesterfield. Als er 1967 kinderlos starb erloschen die Titel Earl Stanhope und Earl of Chesterfield. Die Viscountcy und Baronie Stanhope fiel gemäß dem besonderen Vermerk an seinen entfernten Verwandten William Stanhope, der bereits den Titel 11. Earl of Harrington, nebst nachgeordneter Titel, führte. Die Viscountcy und Baronie Stanhope sind seither nachgeordnete Titel des Earl of Harrington.

## Liste der Viscounts Stanhope (1718)
- James Stanhope, 1. Earl Stanhope, 1. Viscount Stanhope (1673–1721)
- Philip Stanhope, 2. Earl Stanhope, 2. Viscount Stanhope (1714–1786)
- Charles Stanhope, 3. Earl Stanhope, 3. Viscount Stanhope (1753–1816)
- Philip Stanhope, 4. Earl Stanhope, 4. Viscount Stanhope (1781–1855)
- Philip Stanhope, 5. Earl Stanhope, 5. Viscount Stanhope (1805–1875)
- Arthur Stanhope, 6. Earl Stanhope, 6. Viscount Stanhope (1838–1905)
- James Stanhope, 13. Earl of Chesterfield, 7. Earl Stanhope, 7. Viscount Stanhope (1880–1967)
- William Stanhope, 11. Earl of Harrington, 8. Viscount Stanhope (1922–2009)
- Charles Stanhope, 12. Earl of Harrington, 9. Viscount Stanhope (* 1945)

Voraussichtlicher Titelerbe (Heir Apparent) ist der Sohn des aktuellen Earls William Stanhope, Viscount Petersham (* 1967).

Dessen Heir apparent ist dessen Sohn Augustus Stanhope (* 2005).